# 개인구명동의

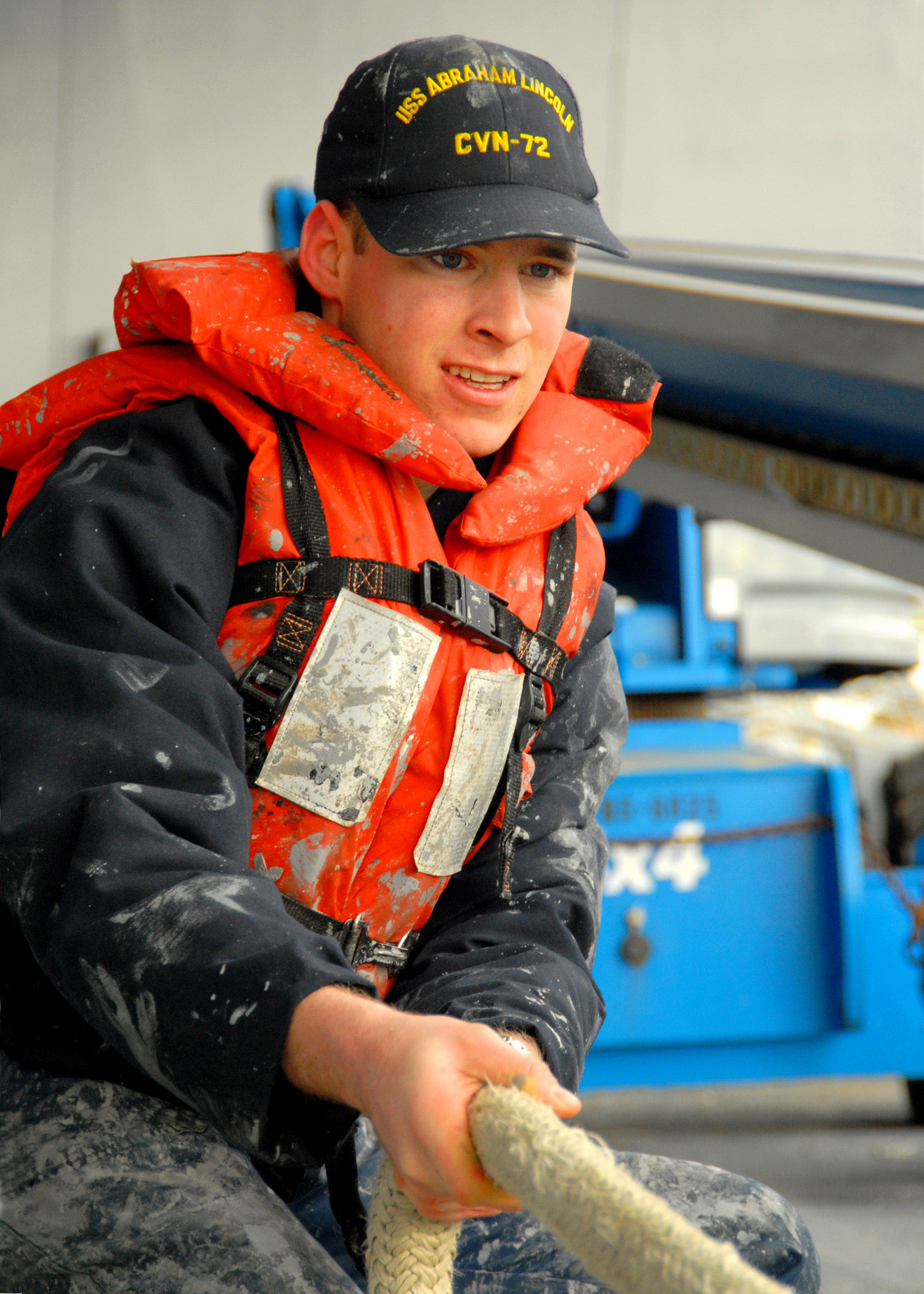
구명동의를 착용한 미국의 항공모함 승조원.

개인구명동의(個人救命胴衣, 영어: personal flotation device, 약칭:PFD), 라이프재킷(life jacket) 또는 세이프티 기어(영어: safety gear)는 익수자를 물 위에 띄워 머리를 수면 위로 뜨게 하는 구명 도구 중 하나이다. 주로 수영장, 강, 호수, 바다에서 이용되지만, 해상을 비행하는 항공기에도 장착되어 있다. 체온 유지를 위해서도 반드시 착용해야 하며 구조에 도움이 되도록 주로 적색과 주황색 등 시인성이 우수한 디자인으로 제작된다.

## 같이 보기
- 구명부환
- 킥판
- 튜브 (수영)